# Character Strengths and Virtues

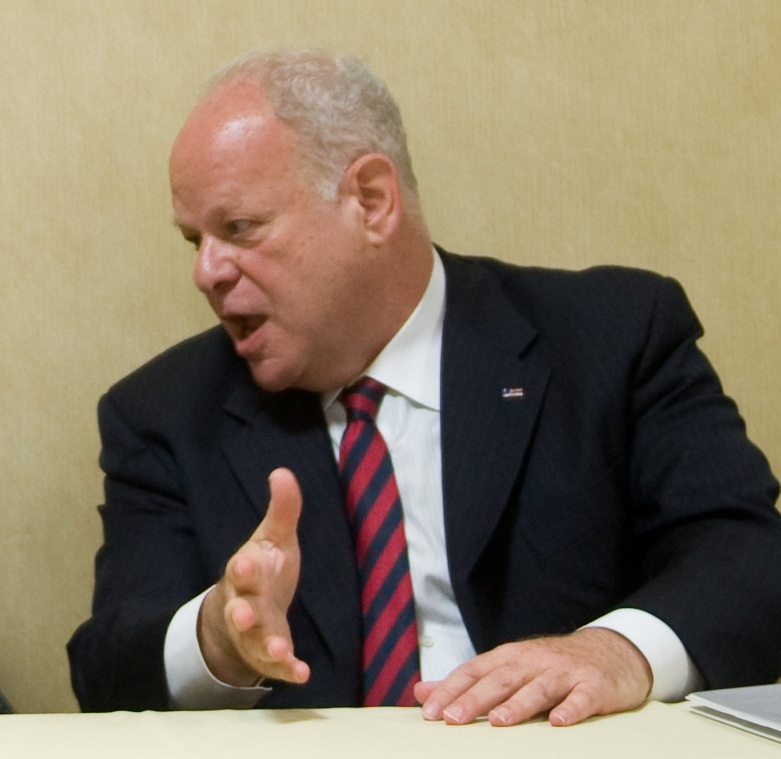
Martin Seligman, jeden z autorów książki

Character Strengths and Virtues – książka z 2004 r. na temat dążeń i kompetencji ludzkich, której autorami są psychologowie Christopher Peterson i Martin Seligman z University of Pennsylvania. Wchodzi w skład tzw. psychologii pozytywnej.
Autorzy przeprowadzili przekrojowe badania wśród przedstawicieli wielu kultur i religii, aby odkryć czy i jakie są wspólne dążenia i wspólne wartości wśród całej ludzkości.

Czytaliśmy Arystotelesa i Platona, Akwinatę i Augustyna, Stary Testament i Talmud, Konfucjusza, Buddę, Lao-tse, Buszido, Koran, Beniamina Franklina i Upaniszady – razem ze dwieście katalogów cnót. Ku naszemu zaskoczeniu niemal z każda tych tradycji rozrzuconych po całej ziemi na przestrzeni trzech tysięcy lat ceniła sześć cnót: Mądrość, Odwagę, Miłość i Człowieczeństwo, Sprawiedliwość, Umiarkowanie, Duchowość i transcendencję.
Szczegóły oczywiście się różnią, odwaga co innego znaczy dla samuraja, a co innego dla Platona, a człowieczeństwo u Konfucjusza nie jest identyczne z caritas u Akwinaty. Ale ich powszechność jest faktyczna i dość zadziwiająca dla tych z nas, którzy zostali wychowani w
moralnym relatywizmie, którzy zakładają, że cnoty są jedynie kwestią społecznej konwencji, ściśle związaną z miejscem i czasem, w jakim znalazł się obserwator. Dlatego odkrycie, że istnieje nie mniej niż sześć cnót, które są cenione przez wszystkie ważniejsze tradycje religijne i kulturowe była dla nas szokiem.

## 24 siły charakteru
Doszli do wniosków, że ludzkie dążenia można streścić w 24 zasadach, zawartych w 6 grupach:
- Mądrość i wiedza (pozyskiwanie i wykorzystanie wiedzy)
  - kreatywność (utożsamiania z Albertem Einsteinem)
  - ciekawość (John C. Lilly)
  - otwarty umysł (William James)
  - zapał do nauki (Benjamin Franklin)
  - perspektywa i wiedza (Ann Landers)
- Męstwo (siła, która pozwala spełnić cele mimo trudności)
  - odwaga (Ernest Shackleton)
  - wytrwałość (John D. Rockefeller)
  - integralność (wiarygodność, prawość) (Sojourner Truth)
  - witalność, zapał (Dalai Lama)
- Człowieczeństwo (zdolności interpersonalne w tym troska o innych i okazywanie przyjaźni)
  - miłość (Romeo and Juliet)
  - uprzejmość (Cicely Saunders)
  - inteligencja społeczna, inteligencja emocjonalna (Robert Kennedy)
- Sprawiedliwość (siła, która buduje silne społeczeństwo)
  - aktywne obywatelstwo / społeczna odpowiedzialność / lojalność / praca zespołowa (Sam Nzima)
  - uczciwość (Mahatma Gandhi)
  - przywództwo
- Umiarkowanie (siła, która chroni przed nadmiarem)
  - przebaczenie i litość (Jan Paweł II)
  - pokora i skromność (Bill W., współzałożyciel anonimowych alkoholików)
  - roztropność (Fred Soper)
  - samodyscyplina (Jerry Rice)
- Transcendencja (siła, która otwiera na inny świat i daje sens)
  - zmysł estetyczny i docenianie dobrej jakości (Walt Whitman)
  - wdzięczność (G.K. Chesterton)
  - nadzieja (Martin Luther King)
  - humor (Mark Twain)
  - duchowość, czy też poczucie celowości (Albert Schweitzer)